# هاري روكي
هاري روكي هو سياسي فلبيني، ولد في 21 أكتوبر 1966. حزبياً، نشط في People's Reform Party ‏. وقد انتخب عضو مجلس النواب في الفلبين وقد انضم خلال فترته النيابية ‏  للكتلة البرلمانية Kabalikat ng Mamamayan ‏.